# دره باز
دره باز روستایی در دهستان کرغند بخش نیمبلوک شهرستان قائنات استان خراسان جنوبی ایران است. بر پایه سرشماری عمومی نفوس و مسکن در سال ۱۳۹۰ جمعیت این روستا ۲۵۱ نفر (در ۷۱ خانوار) بوده‌است.